# Władysław Jordan Krąkowski
Władysław Jordan Krąkowski herbu Trąby (zm. ok. 1751 roku) – sędzia wieluński w latach 1740–1749, wojski wieluński w latach 1718–1740.
Był posłem ziemi wieluńskiej na sejm 1730 roku.